# Сыть бурая
Сыть чёрнобурая (лат. Cyperus fuscus) — однолетнее травянистое растение; вид рода Сыть (Cyperus) семейства Осоковые (Cyperaceae).

## Распространение и экология
Ареал растения включает в себя всю Европу, южную часть Скандинавии, Западную Азию, Китай, Северную Африку, как заносное встречается в Северной Америке.
Произрастает на сыроватых лугах, по берегам рек и озёр, окраинам болот.

## Ботаническое описание
Стебли пучками, многочисленные, прямые или слегка лежачие, зелёные или серо-зелёные, остро-трёхгранные, гладкие, 3—35 см высотой.
Листья линейные, плоские, 1—3 мм шириной, равные стеблю или короче в 2—3 раза, заострённые, по краям у верхушки слабо шероховатые.
Соцветие более или менее густое, зонтиковидное, состоит из нескольких пучков, из которых один почти сидячий, прочие на ножках (до 12 мм длины), или же соцветие в виде головки. Прицветных листьев 3, обычно в 2—3 раза превышающих соцветие. Колоски линейные или линейно-продолговатые, немного сжатые, 3—8 мм длиной; кроющие чешуи продолговато-яйцевидные, тупые или с коротким остроконечием, чёрнобурые или темно-красные, ржавые, реже зеленоватые. Тычинок — 2. Рылец — 3.
Орешки обратнояйцевидные, остро-трёхгранные, гладкие, желтоватозелёные, около 1 мм длиной.

## Таксономия
|  |                                      |  |                                                             |                                                             |                    |  | ещё 17 семейств (согласно Системе APG II) | ещё 17 семейств (согласно Системе APG II) |                     |  |  |  | около 600 видов |
|  |                                      |  |                                                             |                                                             |                    |  | ещё 17 семейств (согласно Системе APG II) | ещё 17 семейств (согласно Системе APG II) |                     |  |  |  | около 600 видов |
|  |                                      |  |                                                             | порядок Злакоцветные                                        |                    |  |                                           |                                           | род Сыть            |  |  |  |                 |
|  |                                      |  |                                                             | порядок Злакоцветные                                        |                    |  |                                           |                                           | род Сыть            |  |  |  |                 |
|  | отдел Цветковые, или Покрытосеменные |  |                                                             |                                                             | семейство Осоковые |  |                                           |                                           | вид Сыть чёрнобурая |  |  |  |                 |
|  | отдел Цветковые, или Покрытосеменные |  |                                                             |                                                             | семейство Осоковые |  |                                           |                                           |                     |  |  |  |                 |
|  |                                      |  | ещё 44 порядка цветковых растений (согласно Системе APG II) | ещё 44 порядка цветковых растений (согласно Системе APG II) |                    |  |                                           | ещё до 120 родов                          | ещё до 120 родов    |  |  |  |                 |
|  |                                      |  |                                                             | ещё 44 порядка цветковых растений (согласно Системе APG II) |                    |  |                                           |                                           | ещё до 120 родов    |  |  |  |                 |